# ماركو أيروسا
ماركو ابرايم دي سوزا أيروسا (بالبرتغالية: Marco Ibraim de Sousa Airosa‏)، من مواليد 6 أغسطس 1984 في لواندا في أنغولا، لاعب كرة قدم أنغولي.
بدأ مسيرته الكروية مع نادي بيسكادوريس في موسم 2003/2004، وفي موسم 2004/2005 انتقل إلى نادي ألفيركا، ولعب معهم 25 مباراة، وفي موسم 2005/2006 انتقل إلى نادي باريريرنسي، وفي موسم 2006/2007 انتقل إلى نادي أولهانينسي، ولعب معهم 19 مباراة، ومنذ عام 2007 وهو يلعب مع نادي فاطمة.
منذ عام 2005 وهو يلعب مع منتخب أنغولا لكرة القدم.

## روابط خارجية
- ماركو أيروسا على موقع الاتحاد الدولي (مؤرشف)  (الإنجليزية)
- ماركو أيروسا على موقع قاعدة بيانات كرة القدم.إي يو (الإنجليزية)
- ماركو أيروسا على موقع ناشيونال فوتبول تيمز (الإنجليزية)
- ماركو أيروسا على موقع Soccerway.com (الإنجليزية)
- ماركو أيروسا على موقع كووورة
- ماركو أيروسا على موقع AS.com (الإسبانية)